# Episodi di Kraft Television Theatre (quarta stagione)
La quarta stagione della serie televisiva Kraft Television Theatre è stata trasmessa in anteprima negli Stati Uniti d'America dalla NBC tra il 27 settembre 1950 e il 5 settembre 1951.
| nº | Titolo originale              | Titolo italiano | Prima TV USA      | Prima TV Italia |
| -- | ----------------------------- | --------------- | ----------------- | --------------- |
| 1  | The Green Pack                |                 | 27 settembre 1950 |                 |
| 2  | I Like It Here                |                 | 4 ottobre 1950    |                 |
| 3  | The Great Broxopp             |                 | 11 ottobre 1950   |                 |
| 4  | Old Lady Robbins              |                 | 18 ottobre 1950   |                 |
| 5  | Truant in Park Lane           |                 | 25 ottobre 1950   |                 |
| 6  | Dolphin's Reach               |                 | 1º novembre 1950  |                 |
| 7  | Sixteen                       |                 | 8 novembre 1950   |                 |
| 8  | The Romantic Age              |                 | 15 novembre 1950  |                 |
| 9  | The Romantic Young Lady       |                 | 22 novembre 1950  |                 |
| 10 | Windows                       |                 | 29 novembre 1950  |                 |
| 11 | Short Story                   |                 | 6 dicembre 1950   |                 |
| 12 | Michael and Mary              |                 | 13 dicembre 1950  |                 |
| 13 | The Village Green             |                 | 20 dicembre 1950  |                 |
| 14 | Rip Van Winkle                |                 | 27 dicembre 1950  |                 |
| 15 | Paper Moon                    |                 | 3 gennaio 1951    |                 |
| 16 | Kelly                         |                 | 10 gennaio 1951   |                 |
| 17 | The Best Years                |                 | 17 gennaio 1951   |                 |
| 18 | The Spring Green              |                 | 24 gennaio 1951   |                 |
| 19 | The Sound of Hunting          |                 | 31 gennaio 1951   |                 |
| 20 | The Glass Mountain            |                 | 7 febbraio 1951   |                 |
| 21 | Enraged                       |                 | 14 febbraio 1951  |                 |
| 22 | The Fortune Hunter            |                 | 21 febbraio 1951  |                 |
| 23 | Jane Eyre                     |                 | 28 febbraio 1951  |                 |
| 24 | Delicate Story                |                 | 7 marzo 1951      |                 |
| 25 | On Stage                      |                 | 14 marzo 1951     |                 |
| 26 | Of Famous Memory              |                 | 21 marzo 1951     |                 |
| 27 | The Silent Room               |                 | 28 marzo 1951     |                 |
| 28 | Yours Truly                   |                 | 4 aprile 1951     |                 |
| 29 | Mrs. Dane's Defense           |                 | 11 aprile 1951    |                 |
| 30 | Mr. Mergenthwirker's Lobblies |                 | 18 aprile 1951    |                 |
| 31 | Brief Music                   |                 | 25 aprile 1951    |                 |
| 32 | Brief Candle                  |                 | 2 maggio 1951     |                 |
| 33 | Till Death Do Us Part         |                 | 9 maggio 1951     |                 |
| 34 | The Intimate Strangers        |                 | 16 maggio 1951    |                 |
| 35 | A Play for Mary               |                 | 23 maggio 1951    |                 |
| 36 | Ben Franklin                  |                 | 30 maggio 1951    |                 |
| 37 | A Seacoast in Bohemia         |                 | 6 giugno 1951     |                 |
| 38 | Stranglehold                  |                 | 13 giugno 1951    |                 |
| 39 | Only the Heart                |                 | 20 giugno 1951    |                 |
| 40 | Merry Madness                 |                 | 27 giugno 1951    |                 |
| 41 | The Adventures of Tom Sawyer  |                 | 4 luglio 1951     |                 |
| 42 | Vienna Dateline               |                 | 11 luglio 1951    |                 |
| 43 | Zone Four                     |                 | 18 luglio 1951    |                 |
| 44 | Bright Shadow                 |                 | 25 luglio 1951    |                 |
| 45 | Hilda McKay                   |                 | 1º agosto 1951    |                 |
| 46 | Old Doc                       |                 | 8 agosto 1951     |                 |
| 47 | John Wilkes Booth             |                 | 15 agosto 1951    |                 |
| 48 | Pigs                          |                 | 22 agosto 1951    |                 |
| 49 | Ashes in the Wind             |                 | 29 agosto 1951    |                 |
| 50 | The Easy Mark                 |                 | 5 settembre 1951  |                 |